# DigiTimes
DigiTimes – tajwański dziennik poświęcony elektronice i technice. Został założony w 1998 roku.
Nakład pisma wynosi 60 tys. egzemplarzy.
Z dziennikiem związany jest serwis internetowy digitimes.com.tw.